# 수상한 미용실
"수상한 미용실"은 한국에서 제작된 한동호 감독의 2015년 멜로/로맨스 영화이다. 이채담 등이 주연으로 출연하였다.

## 출연

### 주연
- 이채담
- 진서연

### 조연
- 신건석
- 정원